# Wildflower (Skylark)
Wildflower is een single van de Canadese muziekgroep Skylark. Het is afkomstig van hun album Skylark.
Het lied is geschreven door bandlid Doug Edwards op tekst van David Richardson, een vriend van medebandlid en latere muziekproducent David Foster. Richardson schreef de tekst in nog geen kwartier. Hij kreeg inspiratie van een vriendin, die verpleegster was. Die had voor afspraakje twee patiënten “verloren”. Na haar hart gelucht te hebben, ging ze zich klaar maken voor het uitje, maar viel met kleren en al in slaap. Richardson dekte haar toe. 
De gang naar de hitparade bleek een lange te zijn. Barry De Vorzon hoorde de demoversie van het lied en zag er wel een hit in. Hij zag iets anders dan de meesten, want de demo’s werden door een aantal platenlabels geweigerd. Capitol Records besloot het uit te brengen, in eerste instantie alleen als elpeetrack. Rosalie Trombley van het Canadese radiostation CKLW in Windsor begon Wildflower te draaien, min of meer om aan de verplichting te voldoen meer Canadese muziek te laten horen. Capitol Records bracht het vervolgens als single uit in de regio Detroit, aan de overkant van de grens tussen Canada en de Verenigde Staten. Eenmaal daar uitgebracht werd het plaatje overal gedraaid en begon het haar opmars in de hitparades.
De titel Wildflower komt in het lied niet als tekst voor. Wildflower bleek een internationale eendagsvlieg voor Skylark. De band kon het succes niet meer evenaren. Dat de keus van Capitol en de smaak van De Voorzon een goede (in dit geval) was blijkt uit het feit dat het lied talloze keren gecoverd en gesampled is. Daarbij komt nog dat ook een aantal covers van het nummer gesampled is. Kanye West met zijn Drive slow is daar een voorbeeld van.

## Hitnotering
Het nummer stond 21 weken in de Billboard Hot 100 met de negende plaats als hoogste notering. In het Verenigd Koninkrijk en België wist het de hitparades niet te halen.

### Nederlandse Top 40
| Positie: | 35 | 29 | 23 | 27 | 40 | uit |

### NederlandseDaverende 30
| Positie: | 28 | 25 | 27 | uit |

### NPO Radio 2 Top 2000
Wildflower stond alleen in 2005 in de NPO Radio 2 Top 2000, op plek 1856.